# Raoul Bonah
Raoul Bonah (16 de noviembre de 1998) es un deportista alemán que compite en esgrima, especialista en la modalidad de sable. En los Juegos Europeos de Cracovia 2023 consiguió una medalla de bronce en la prueba por equipos.

## Palmarés internacional
| Juegos Europeos | Juegos Europeos    | Juegos Europeos   | Juegos Europeos   |
| Año             | Lugar              | Medalla           | Prueba            |
| --------------- | ------------------ | ----------------- | ----------------- |
| 2023            | Cracovia (Polonia) | Medalla de bronce | Sable por equipos |